# (6070) Rheinland
(6070) Rheinland es un asteroide perteneciente al cinturón de asteroides, región del sistema solar que se encuentra entre las órbitas de Marte y Júpiter, más concretamente a la familia de Herta descubierto el 10 de diciembre de 1991 por Freimut Börngen desde el Observatorio Karl Schwarzschild, en Tautenburg, Alemania.

## Designación y nombre
Designado provisionalmente como 1991 XO1. Fue nombrado Rheinland en homenaje al territorio a ambos lados del río Rin desde la ciudad de Bingen hasta la frontera con los Países Bajos. El pueblo de Rheinland (los Rheinländer) disfruta de alegres celebraciones en el carnaval y durante la vendimia. Rheinländer también es el nombre de un baile tipo Polka. El compositor Ludwig van Beethoven, el físico Wilhelm Röntgen y el cirujano Ernst Ferdinand Sauerbruch tenían sus raíces en el Rheinland.

## Características orbitales
Rheinland está situado a una distancia media del Sol de 2,387 ua, pudiendo alejarse hasta 2,891 ua y acercarse hasta 1,883 ua. Su excentricidad es 0,211 y la inclinación orbital 3,129 grados. Emplea 1347,45 días en completar una órbita alrededor del Sol.

## Características físicas
La magnitud absoluta de Rheinland es 13,8.